# Петър Симеонов (революционер)
Петър Спасов Симеонов, наречен Перо Херцеговинеца и Перо Македончето, е български революционер, втори войвода на Ботевата чета.

## Биография
Симеонов е роден около 1846 година в град Велес, тогава в Османската империя, днес в Северна Македония. Участва в Херцеговинското въстание в 1875 година, заради което получава прякора си Херцеговинеца. В края на април 1876 година се установява в Бекет, Румъния, където организира четата Свети Георги, която се присъединява към четата на Христо Ботев на парахода „Радецки“. Симеонов е ранен в боя при Милин камък. Петър Симеонов заменя Никола Войновски като подвойвода на четата след разногласия между последния и Христо Ботев. На 20 май четата води последното си сражение. След смъртта на Христо Ботев вечерта на същия ден Симеонов оглавява основното ядро на четата и се изтегля на югоизток. На следния ден са обградени от черкези в местността Погледец над село Челопек и Симеонов загива в сражението.